# Лий (окръг, Флорида)
Вижте пояснителната страница за други значения на Лий.
Окръг Лий (на английски: Lee County) е окръг в щата Флорида, Съединени американски щати. Площта му е 3139 km², а населението - 590 564 души. Административен център е град Форт Майърс.